# جيمس سوليفان لينكولن
جيمس سوليفان لينكولن (بالإنجليزية: James Sullivan Lincoln)‏ هو رسام أمريكي، ولد في 13 مايو 1811 في تونتون في الولايات المتحدة، وتوفي في 18 يناير 1888 في بروفيدنس في الولايات المتحدة.